# Lorna Byrne
Lorna Byrne (* 25. März 1953) ist eine irische esoterische Bestsellerautorin und Mystikerin. Ihr bekanntestes Werk sind ihre Memoiren Engel in meinem Haar (2008).

## Biografie
Byrne wurde in Dublin geboren und wuchs in ärmlichen Verhältnissen in den Vororten Kilmainham und Ballymun auf. Sie gibt an, Engel sehen zu können, seit sie ein Baby war. Sie heiratete 1976 und hat mit ihrem Ehemann vier Kinder. Nach dem Tod ihres Mannes im Jahr 2000 begann Byrne über ihre Fähigkeit, Engel zu sehen, zu schreiben. Sie gibt an, bereits in der Vergangenheit gewusst zu haben, dass sie dies tun würde.
Engel in meinem Haar behandelt ihr Leben von der Jugend bis zu ihrer Ehe. Byrne bloggt zudem für die Huffington Post.

## Werke
- 2008 Engel in  meinem Haar. London: Century, ISBN 1-84-605177-0.
- 2014 Liebe – das Geschenk des Himmels. London: Coronet, ISBN 1-44-478632-6.